# Byparken (Svendborg)
 Der er for få eller ingen kildehenvisninger i denne artikel, hvilket er et problem. Du kan hjælpe ved at angive troværdige kilder til de påstande, som fremføres i artiklen.

 For alternative betydninger, se Byparken. (Se også artikler, som begynder med Byparken)
Byparken er en vej og et boligområde beliggende i den østlige del af Svendborg, Danmark.
En stor del af befolkningen er af anden etnisk herkomst end dansk. For alle aldersgrupper findes der forskellige aktiviteter i området – fra pensionister til små børn. Der er også en stor fodboldbane på stedet.
Byparken bliver også kaldt for Hømarken, men Hømarken dækker dog et lidt større areal end selve Byparken.
|  | Denne artikel om lokaliteten Byparken (Svendborg) kan blive bedre, hvis der indsættes et (bedre) billede. Du kan hjælpe ved at afsøge Wikimedia Commons for et passende billede eller lægge et op på Wikimedia Commons med en af de tilladte licenser og indsætte det i artiklen. |

55°04′25″N 10°38′00″Ø / 55.07361°N 10.63333°Ø